# George Kynoch (homme politique)
Pour les articles homonymes, voir George Kynoch.
George Alexander Bryson Kynoch (né le 7 octobre 1946) est un homme politique conservateur écossais.

## Biographie
Aux élections générales de 1992, il est élu député de Kincardine et Deeside, battant le libéral-démocrate Nicol Stephen, qui a remporté le siège lors d'une élection partielle en 1991. De 1995 à 1997, il est ministre adjoint du bureau écossais.
Le siège de Kynoch est supprimé lors des changements de limites pour les élections générales de 1997. Il se présente pour le nouveau siège d'Aberdeenshire West et Kincardine, mais perd face au libéral-démocrate Sir Robert Smith.
En mai 2008, Kynoch est élu vice-président des conservateurs écossais. Il est réélu en 2010 et exerce ses fonctions jusqu'en 2012.
Kynoch est nommé Officier de l'Ordre de l'Empire britannique (OBE) lors des honneurs du Nouvel An 2013, pour service public et politique.
Depuis 1997, Kynoch occupe plusieurs postes d'administrateur non exécutif dans des sociétés cotées à l'AIM et privées.